# فتاوى ابن تيمية في الميزان (كتاب)
فتاوى ابن تيمية في الميزان هو كتاب من تأليف محمد بن أحمد مسكة بن العتيق اليعقوبي انتقد فيه بعض فتاوى ابن تيمية وأفكاره في العقيدة كقوله بحرمة السفر لزيارة قبر النبي، وبأن التوسل بالنبي شرك بالله أو وسيلة إلى الشرك، وقوله بحدوث القرآن وجواز أن يقال إنه مخلوق، وتصريحه بقيام الحوادث بذات الله تعالى، وقوله بأقوال الفلاسفة وتأثره بهم في القول بأزلية الكون، وقوله بالصلاح والعدل من مبادئ المعتزلة، وقوله بعدم عصمة الأنبياء، وقوله بفناء عذاب أهل النار، وخرقه للإجماع في الكثير من المسائل، وقوله بنسبة الجهة والمكان لله وما إلى ذلك من التشبيه والتجسيم، بالإضافة إلى تكفيره لبعض العلماء والمشايخ ووصفهم بأسوأ الصفات.

## سبب التأليف
قد أبان المؤلف في مقدمة كتابه عن سبب تأليفه للكتاب، فقال: «لم يكن في عزيمتي أن أفرد مقالاً للحديث عن ابن تيمية؛ لأن الرجل أفضى إلى ما قدم، ولا يعنينا اليوم أمره ولا معتقده، وإنما تعنينا هذه الكتب الضخام التي بين أيدينا مملوءة من البدع وأنواع الضلالات، وقد يكون الرجل تاب في آخر حياته فتقبل الله توبته، وقد يكون فيها ما هو مدسوس عليه، وقد... وقد... ولكني أجدني مضطراً لأن أبيّن للقراء طرفاً من حقيقة أمره، وأن أنقل لهم طرفاً مما قاله العلماء في شأنه، ليعلموا أن الدعاية الصارخة القائمة حوله الآن على تقديسه وجعله الإمام الأوحد في الإسلام لم تكن قط موضع إجماع المسلمين ولا قول أكثرهم. فقد كان أهل السنة منذ برز ابن تيمية إلى الميدان يحذرون الناس من أقاويله، ويردّون عليه بالكتب والمقالات، سواء منهم من كان على مذهب أحمد بن حنبل، الذي يدعي هو الاقتداء به، ومن كان على غيره من أهل السنة، ولم يقتدي به سوى طائفة قليلة من بقايا أهل نحلته من المشبهة...»

## محتويات الكتاب
- المقدمة
- التمهيد وفيه ثلاثة فصول:

1. الفصل الأول: أقوال العلماء في ابن تيمية.
2. الفصل الثاني: الحشوية وهم طائفة ابن تيمية.
3. الفصل الثالث: عقيدة أهل السنة والجماعة. وفيه تحدث عن: كتاب قواعد العقائد للإمام الغزالي. وعقيدة سلطان العلماء عز الدين بن عبد السلام.

- الباب الأول: في السمات البارزة للفتاوى

1. الفصل الأول: شيوع التشبيه والتجسيم في الفتاوى.
2. الفصل الثاني: تحامل ابن تيمية على خصومه وتحريفه لكلامهم.
3. الفصل الثالث: أسلوب ابن تيمية في المراوغة.
4. الفصل الرابع: أمانة ابن تيمية العلمية.
5. الفصل الخامس: منهاج ابن تيمية.

- الباب الثاني: في قوله بالجهة ورد ذلك

1. الفصل الأول: قول ابن تيمية في الجهة.
2. الفصل الثاني: رد القول بالجهة بالكتاب والسنة.
3. الفصل الثالث: رد القول بالجهة من طريق النظر العقلي. وفيه مبحثان: المبحث الأول: أن الله تعالى خاطب أهل العقول في القرآن وأقام لهم الأدلة العقلية وناداهم بما يدعوهم إلى إعمال عقولهم. والمبحث الثاني: إنكار ابن تيمية لمصطلحات علم الكلام وذمه لها.
4. الفصل الرابع: مناقشة أدلة القائلين بالجهة ورد استدلالهم بها.
5. الفصل الخامس: موقف أهل السنة ممن يقول بالجهة في جانب الله سبحانه وتعالى.

- الباب الثالث: قوله بقيام الحوادث بالله تعالى، وقوله بقِدَم العالم ورد ذلك

1. الفصل الأول: إثبات ذلك من كلامه.
2. الفصل الثاني: رد قوله بقِدَم العالم.
3. الفصل الثالث: تنزيه الله تعالى عن قيام الحوادث به.

- الباب الرابع: قوله بحدوث القرآن العظيم، وأنه تعالى يتكلم بصوت ورد ذلك

1. الفصل الأول: إثبات قوله بذلك من نصوصه.
2. الفصل الثاني: في رد قوله بحدوث القرآن العظيم، ووصف الباري جل وعلا بالصوت والسكوت.

- الباب الخامس: قوله بعدم عصمة الأنبياء عليهم الصلاة والسلام
- الباب السادس: في قوله إن السفر لزياة قبره صلى الله عليه وسلم معصية وإن التوسل به شرك أو وسيلة إلى الشرك
- الباب السابع: قوله بفناء النار، وفي رأيه في البعث
- الباب الثامن: في لَهَجه بسبِّ عباد الله الصالحين
- الباب التاسع: في قوله بأقوال الفلاسفة وتأثره بهم وبغيرهم من أهل الزيع
- الباب العاشر: في بعض المسائل التي خرق فيها الإجماع
- الخاتمة
- الفهرس